# Ci chiamano bambine (brano musicale)
Ci chiamano bambine è un brano musicale del 1997 del duo milanese Paola & Chiara contenuto nell'album omonimo d'esordio.

## Descrizione
Prima traccia dell'album d'esordio del duo, Ci chiamano bambine fu pubblicato come singolo promozionale radiofonico e televisivo nel 1997. Nella ristampa del disco del 1998, il brano comparve come seconda traccia, subito dopo Per te.
Del brano esiste anche un remix dei Goodfellaz contenuto nella riedizione del CD, della durata di quattro minuti e quindici secondi.
Nel 2005 il brano è stato reinciso per la pubblicazione del Greatest Hits.

## Video musicale
Per il brano fu prodotto un videoclip girato da Stefano Moro, nonché il primo video musicale in assoluto del duo.

## Tracce
CD promo
1. Ci chiamano bambine (Radio Edit) – 3:21

Versione album 1997-1998
1. Ci chiamano bambine – 4:24
2. Ci chiamano bambine (Goodfellaz Remix) – 4:15

2005 Re-Vox (Greatest Hits)
1. Ci chiamano bambine (Re-Vox) – 4:25

## Formazione
- Paola & Chiara – voce
- Marco Forni – tastiera, programmazione
- Phil Palmer – chitarre elettriche
- Paolo Costa – basso
- Lele Melotti – batteria